# Återspelningsvärde
Återspelningsvärde (även kallat återspelsvärde eller återspelbarhet) är ett uttryck som främst förekommer om TV-spel och brädspel, men det kan även användas om media såsom filmer, musik och pjäser. Uttrycket syftar på att om någonting har ett högt återspelningsvärde finns det ett nöje i att spela om detta mer än en gång. Vad gäller TV-spel kan det vara att man väljer att spela om spelet på en högre svårighetsgrad eller att spelupplägget ser annorlunda ut andra gången man spelar igenom spelet. Ett spel som har många hemligheter och gömda saker kan även det skapa ett högt återspelningsvärde för den som spelar.
Motsatsen, alltså ett lågt återspelningsvärde, innebär att det inte finns någon variation andra gången man spelar igenom spelet utan spelupplägget är mer eller mindre detsamma som första gången. Väldigt linjära spel kan skapa ett lågt återspelningsvärde, då spelaren inte får möjligheten att utforska på egen hand.